# F-117 Night Storm
F-117 Night Storm (F-117ステルス オペレーション:ナイトストーム?) är ett Sega Mega Drive-spel utgivet 1993 av Electronic Arts.

## Handling
Spelaren styr ett Lockheed F-117 Nighthawk-flygplan. Man kan välja mellan två olika lägen, arkad och fälttåg. I arkadläget väljer man mellan olika uppdrag, för att göra karriär i USA:s flygvapen. Förutom övningar i Nevadaöknen (1982) kan man utföra uppdrag i Panama (1980-talet) och Gulfkriget (1990 -1991).

### Fotnoter
1. ↑  F-177 Night Storm på Sega Mega Drive/Genesis Database
2. ↑  F-117 Night Storm Arkiverad 8 februari 2015 hämtat från the Wayback Machine. på Gamefaqs
3. ↑  F-117 Night Storm på Mobygames